# Fußball-Weltmeisterschaft 1962/Qualifikation
Die Qualifikation zur Fußball-Weltmeisterschaft 1962 diente zur Ermittlung der Teilnehmer an der Endrunde in Chile.

## Übersicht

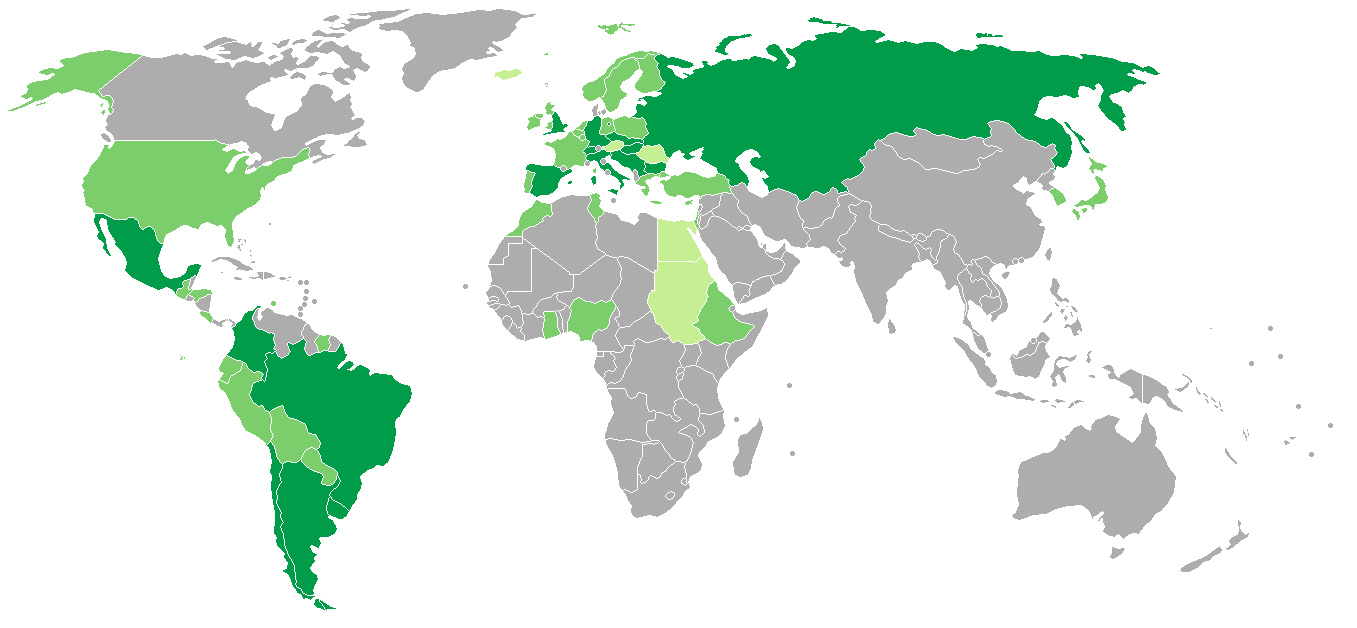
Teilnehmer der Qualifikation zur WM 1962

Für die Fußball-Weltmeisterschaft 1962 in Chile hatten insgesamt 56 Mannschaften gemeldet, darunter
- 29 Mannschaften aus Europa, wobei Zypern noch zu Asien gerechnet wurde
- 9 Mannschaften aus Südamerika
- 7 Mannschaften aus Nord- und Mittelamerika
- 7 Mannschaften aus Afrika
- 4 Mannschaften aus Asien (2 aus dem Nahen und 2 aus dem Fernen Osten)

Aus Ozeanien meldete erneut keine Mannschaft. Die Meldezahl von 56 Mannschaften bedeutete einen neuen Teilnehmerrekord. Da Titelverteidiger Brasilien und Veranstalter Chile direkt qualifiziert waren und das WM-Turnier mit 16 Mannschaften ausgetragen wurde, standen für die verbleibenden 54 Mannschaften 14 freie Endrundenplätze zur Verfügung. Im Vorfeld der Qualifikationsspiele zogen fünf Mannschaften ihre Meldungen zurück, so dass insgesamt 49 Mannschaften an den Qualifikationsspielen teilnahmen.
Die Startplätze für die WM-Endrunde wurden wie folgt verteilt:
| 10 an Europa                 | Schweiz                      | Bulgarien                    | BR Deutschland    | Ungarn            |
|                              | Sowjetunion                  | England                      | Tschechoslowakei  |                   |
|                              | Italien                      | Spanien                      | Jugoslawien       |                   |
| 5 an Südamerika              | Argentinien                  | Uruguay                      | Kolumbien         |                   |
|                              | Brasilien (Titelverteidiger) | Brasilien (Titelverteidiger) | Chile (Gastgeber) | Chile (Gastgeber) |
| 1 an Nord- und Mittelamerika | Mexiko                       |                              |                   |                   |

Aus Asien und Afrika konnte sich keine Mannschaft für die WM-Endrunde qualifizieren.

## Europa (UEFA)
21 der 27 europäischen Nationalmannschaften kämpften um sieben direkte Qualifikationsplätze. Weitere sechs Mannschaften, von denen sich eine bereits vor Beginn der Qualifikation zurückzog, spielten um die Möglichkeit im Duell mit drei afrikanischen und asiatischen Mannschaften drei weitere freie WM-Plätze zu erhalten. Europa konnte daher im Optimalfall, der schließlich auch eintrat, maximal zehn Teams zur WM schicken.
Die 21 Mannschaften, die sich direkt für die Endrunde qualifizieren konnten, wurden in sieben Gruppen mit jeweils drei Teams aufgeteilt. Die jeweiligen Gruppensieger waren für die WM qualifiziert. Bei Punktgleichheit auf dem ersten Rang entschieden nicht die Tore, sondern es gab ein Entscheidungsspiel auf neutralem Boden.
Die sechs übrigen Teams spielten in drei Gruppen mit jeweils zwei Mannschaften. Der jeweilige Sieger traf anschließend auf eine asiatische bzw. afrikanische Mannschaft.
Bemerkenswert: Mit Frankreich und Schweden konnten sich die beiden besten europäischen Teams der letzten Weltmeisterschaft nicht für die Endrunde qualifizieren.

### Gruppe 1
| Pl. | Land     | Sp. | S | U | N | Tore    | Diff. | Punkte |
| --- | -------- | --- | - | - | - | ------- | ----- | ------ |
| 1.  | Schweiz  | 4   | 3 | 0 | 1 | 009:900 | ±0    | 06:20  |
| 2.  | Schweden | 4   | 3 | 0 | 1 | 010:300 | +7    | 06:20  |
| 3.  | Belgien  | 4   | 0 | 0 | 4 | 003:100 | −7    | 0:80   |

Spielergebnisse:
| 19.10.1960 | Stockholm | Schweden | – | Belgien | 2:0 (0:0) |
| 20.11.1960 | Brüssel   | Belgien  | – | Schweiz | 2:4 (1:2) |
| 20.05.1961 | Lausanne  | Schweiz  | – | Belgien | 2:1 (2:0) |
| 28.05.1961 | Stockholm | Schweden | – | Schweiz | 4:0 (2:0) |

### Gruppe 2
| Pl. | Land       | Sp. | S | U | N | Tore    | Diff. | Punkte |
| --- | ---------- | --- | - | - | - | ------- | ----- | ------ |
| 1.  | Bulgarien  | 4   | 3 | 0 | 1 | 006:400 | +2    | 06:20  |
| 2.  | Frankreich | 4   | 3 | 0 | 1 | 010:300 | +7    | 06:20  |
| 3.  | Finnland   | 4   | 0 | 0 | 4 | 003:120 | −9    | 0:80   |

Spielergebnisse:
| 25.09.1960 | Helsinki | Finnland   | – | Frankreich | 1:2 (1:0) |
| 11.12.1960 | Colombes | Frankreich | – | Bulgarien  | 3:0 (0:0) |
| 16.06.1961 | Helsinki | Finnland   | – | Bulgarien  | 0:2 (0:1) |

#### Entscheidungsspiel
| Datum      |           | Ergebnis  |            | Ort     |
| ---------- | --------- | --------- | ---------- | ------- |
| 16.12.1961 | Bulgarien | 1:0 (0:0) | Frankreich | Mailand |

### Gruppe 3
| Pl. | Land           | Sp. | S | U | N | Tore    | Diff. | Punkte |
| --- | -------------- | --- | - | - | - | ------- | ----- | ------ |
| 1.  | BR Deutschland | 4   | 4 | 0 | 0 | 011:500 | +6    | 08:0   |
| 2.  | Nordirland     | 4   | 1 | 0 | 3 | 007:800 | −1    | 02:60  |
| 3.  | Griechenland   | 4   | 1 | 0 | 3 | 003:800 | −5    | 02:60  |

Spielergebnisse:
| 26.10.1960 | Belfast | Nordirland   | – | BR Deutschland | 3:4 (1:1) |
| 20.11.1960 | Athen   | Griechenland | – | BR Deutschland | 0:3 (0:3) |
| 03.05.1961 | Athen   | Griechenland | – | Nordirland     | 2:1 (1:0) |

### Gruppe 4
Das Spiel Niederlande – DDR fiel aus, da die niederländische Regierung den Fußballern der DDR keine Einreisegenehmigung erteilte. Da es für den Ausgang der Qualifikation bedeutungslos war, wurde es nicht nachgeholt.
| Pl. | Land        | Sp. | S | U | N | Tore    | Diff. | Punkte |
| --- | ----------- | --- | - | - | - | ------- | ----- | ------ |
| 1.  | Ungarn      | 4   | 3 | 1 | 0 | 011:500 | +6    | 07:10  |
| 2.  | Niederlande | 3   | 0 | 2 | 1 | 004:700 | −3    | 02:40  |
| 3.  | DDR         | 3   | 0 | 1 | 2 | 003:600 | −3    | 01:50  |

Spielergebnisse:
| 16.04.1961 | Budapest  | Ungarn      | – | DDR         | 2:0 (1:0) |
| 30.04.1961 | Rotterdam | Niederlande | – | Ungarn      | 0:3 (0:3) |
| 14.05.1961 | Leipzig   | DDR         | – | Niederlande | 1:1 (0:0) |

### Gruppe 5
| Pl. | Land        | Sp. | S | U | N | Tore    | Diff. | Punkte |
| --- | ----------- | --- | - | - | - | ------- | ----- | ------ |
| 1.  | Sowjetunion | 4   | 4 | 0 | 0 | 011:300 | +8    | 08:0   |
| 2.  | Türkei      | 4   | 2 | 0 | 2 | 004:400 | ±0    | 04:40  |
| 3.  | Norwegen    | 4   | 0 | 0 | 4 | 003:110 | −8    | 0:80   |

Spielergebnisse:
| 01.06.1961 | Oslo   | Norwegen | – | Türkei   | 0:1 (0:1) |
| 18.06.1961 | Moskau | UdSSR    | – | Türkei   | 1:0 (1:0) |
| 01.07.1961 | Moskau | UdSSR    | – | Norwegen | 5:2 (3:0) |

### Gruppe 6
| Pl. | Land      | Sp. | S | U | N | Tore    | Diff. | Punkte |
| --- | --------- | --- | - | - | - | ------- | ----- | ------ |
| 1.  | England   | 4   | 3 | 1 | 0 | 016:200 | +14   | 07:10  |
| 2.  | Portugal  | 4   | 1 | 1 | 2 | 009:700 | +2    | 03:50  |
| 3.  | Luxemburg | 4   | 1 | 0 | 3 | 005:210 | −16   | 02:60  |

Spielergebnisse:
| 19.10.1960 | Luxemburg | Luxemburg | – | England   | 0:9 (0:4) |
| 19.03.1961 | Lissabon  | Portugal  | – | Luxemburg | 6:0 (1:0) |
| 21.05.1961 | Lissabon  | Portugal  | – | England   | 1:1 (0:0) |

### Gruppe 7
Nach der Absage Rumäniens musste Italien im Kampf um die Endrundenteilnahme gegen den Sieger der Nahost-Gruppe (Israel) antreten.
|  |  | Italien | – | Rumänien | Rumänien verzichtete |

### Gruppe 8
| Pl. | Land             | Sp. | S | U | N | Tore    | Diff. | Punkte |
| --- | ---------------- | --- | - | - | - | ------- | ----- | ------ |
| 1.  | Tschechoslowakei | 4   | 3 | 0 | 1 | 016:500 | +11   | 06:20  |
| 2.  | Schottland       | 4   | 3 | 0 | 1 | 010:700 | +3    | 06:20  |
| 3.  | Irland           | 4   | 0 | 0 | 4 | 003:170 | −14   | 0:80   |

Spielergebnisse:
| 03.05.1961 | Glasgow    | Schottland       | – | Irland     | 4:1 (2:0) |
| 07.05.1961 | Dublin     | Irland           | – | Schottland | 0:3 (0:2) |
| 14.05.1961 | Bratislava | Tschechoslowakei | – | Schottland | 4:0 (3:0) |

#### Entscheidungsspiel
| Datum      |                  | Ergebnis             |            | Ort     |
| ---------- | ---------------- | -------------------- | ---------- | ------- |
| 29.11.1961 | Tschechoslowakei | 4:2 n. V. (2:2, 0:1) | Schottland | Brüssel |

### Gruppe 9
Spanien konnte sich gegen Wales behaupten und musste gegen den Sieger der Afrika-Gruppe (Marokko) im Kampf um die Endrundenteilnahme antreten.
| Datum      |         | Ergebnis  |         | Ort     |
| ---------- | ------- | --------- | ------- | ------- |
| 18.04.1961 | Wales   | 1:2 (1:1) | Spanien | Cardiff |
| 18.05.1961 | Spanien | 1:1 (0:0) | Wales   | Madrid  |
| Gesamt:    | Wales   | 2:3       | Spanien |         |

### Gruppe 10
Jugoslawien konnte sich gegen Polen behaupten und musste im Kampf um die Endrundenteilnahme gegen den Sieger der Asien-Gruppe (Südkorea) antreten.
| Datum      |             | Ergebnis  |             | Ort     |
| ---------- | ----------- | --------- | ----------- | ------- |
| 04.06.1961 | Jugoslawien | 2:1 (1:0) | Polen       | Belgrad |
| 25.06.1961 | Polen       | 1:1 (1:1) | Jugoslawien | Chorzów |
| Gesamt:    | Jugoslawien | 3:2       | Polen       |         |

## Asien (AFC)
Nur vier asiatische Mannschaften, zwei aus dem Nahen Osten und zwei aus dem Fernen Osten, hatten für diese WM-Qualifikation gemeldet. Um politisch motivierte Boykotte zu verhindern sowie aus Entfernungsgründen wurde für die Nationalmannschaften aus Israel und Zypern (das Israel nicht feindlich gegenüberstand) eine eigene Nahostqualifikation eingerichtet. Die beiden verbliebenen Fernostteilnehmer Südkorea und Japan traten in Hin- und Rückspiel gegeneinander an. Südkorea setzte sich klar mit zwei Siegen durch, verlor aber das anschließende Duell gegen Jugoslawien (Sieger der Europa-Gruppe 10).

### Vorrunde
Spielergebnisse:
| Datum      |          | Ergebnis  |          | Ort   |
| ---------- | -------- | --------- | -------- | ----- |
| 06.11.1960 | Südkorea | 2:1 (2:1) | Japan    | Seoul |
| 11.06.1961 | Japan    | 0:2 (0:1) | Südkorea | Tokio |
| Gesamt:    | Südkorea | 4:1       | Japan    |       |

### Play-off – Europa / Ostasien
Spielergebnisse:
| Datum      |             | Ergebnis  |             | Ort     |
| ---------- | ----------- | --------- | ----------- | ------- |
| 08.10.1961 | Jugoslawien | 5:1 (1:0) | Südkorea    | Belgrad |
| 26.11.1961 | Südkorea    | 1:3 (0:2) | Jugoslawien | Seoul   |
| Gesamt:    | Jugoslawien | 8:2       | Südkorea    |         |

## Naher Osten
Für diese Gruppe gab es bei dieser Ausscheidung keinen direkten Endrundenplatz, da sich der Sieger noch gegen einen europäischen Vertreter durchsetzen musste. Aus politischen Gründen (um Boykotte wegen des Nahostkonflikts zu vermeiden) und teilweise auch aufgrund der regionalen Nähe wurden mit Israel, Zypern und Äthiopien zwei asiatische und eine afrikanische Mannschaft zur Nahost-Qualifikation zusammengefasst. Die drei Teams spielten ihre Qualifikation im K.-o.-System aus. Zunächst trafen die beiden asiatischen Vertreter Zypern und Israel aufeinander. Israel konnte sich klar durchsetzen, ebenso gegen den nächsten Gegner aus Äthiopien. Im Kampf um den einzigen Startplatz bei der WM-Endrunde musste sich jedoch die israelische Mannschaft gegen Italien als Sieger der Europa-Gruppe 7 geschlagen geben.

### Vorrunde/Nahost-Finale
Spielergebnisse:
Vorrunde
| Datum      |        | Ergebnis  |        | Ort      |
| ---------- | ------ | --------- | ------ | -------- |
| 13.11.1960 | Zypern | 1:1 (1:1) | Israel | Nikosia  |
| 27.11.1960 | Israel | 6:1 (1:0) | Zypern | Tel Aviv |
| Gesamt:    | Zypern | 2:7       | Israel |          |

Finale
| Datum      |           | Ergebnis  |           | Ort      |
| ---------- | --------- | --------- | --------- | -------- |
| 14.03.1961 | Israel    | 1:0 (0:0) | Äthiopien | Tel Aviv |
| 19.03.1961 | Äthiopien | 2:3 (1:1) | Israel    | Tel Aviv |
| Gesamt:    | Israel    | 4:2       | Äthiopien |          |

### Play-off – Europa / Naher Osten
Spielergebnisse:
| Datum      |         | Ergebnis  |         | Ort      |
| ---------- | ------- | --------- | ------- | -------- |
| 15.10.1961 | Israel  | 2:4 (2:0) | Italien | Tel Aviv |
| 04.11.1961 | Italien | 6:0 (1:0) | Israel  | Turin    |
| Gesamt:    | Israel  | 04:10     | Italien |          |

## Afrika (CAF)
Wie in der Nahost-Gruppe gab es auch hier keinen direkten Endrundenplatz, da der Erstplatzierte noch gegen den Sieger der Europa-Gruppe 9 antreten musste. Insgesamt sieben afrikanische Nationalmannschaften hatten für die WM gemeldet, wobei Äthiopien der Nahost-Gruppe zugeordnet wurde. Beide Teams der Untergruppe 1 (Vereinigte Arabische Republik, Sudan) zogen ihre Meldungen noch vor Beginn der Qualifikation wieder zurück, sodass der Sieger der Afrika-Gruppe aus den beiden Erstplatzierten der Untergruppen 2 und 3 ermittelt wurde. Es galt der Ligamodus, bei dem bei Punktgleichheit nach Hin- und Rückspiel ein Entscheidungsspiel auf neutralem Boden ausgetragen wurde. Marokko konnte sich letztendlich gegen die Mannschaft aus Ghana durchsetzen, musste sich aber im Kampf um das Endrunden-Ticket dem europäischen Vertreter Spanien geschlagen geben.

### Vorrunde/Afrika-Finale

#### Untergruppe 1
|                               | Ergebnis |                    |
| ----------------------------- | -------- | ------------------ |
| Vereinigte Arabische Republik |          | Sudan verzichtetet |

#### Untergruppe 2
| Datum      |          | Ergebnis  |          | Ort        |
| ---------- | -------- | --------- | -------- | ---------- |
| 30.10.1960 | Marokko  | 2:1 (0:0) | Tunesien | Casablanca |
| 13.11.1960 | Tunesien | 2:1 (0:0) | Marokko  | Tunis      |
| Gesamt:    | Marokko  | 3:3       | Tunesien |            |

##### Entscheidungsspiel
| Datum      |         | Ergebnis                   |          | Ort     |
| ---------- | ------- | -------------------------- | -------- | ------- |
| 22.01.1961 | Marokko | (L)1:1 n. V. (1:1, 1:0)(L) | Tunesien | Palermo |

#### Untergruppe 3
| Datum      |         | Ergebnis  |         | Ort   |
| ---------- | ------- | --------- | ------- | ----- |
| 28.08.1960 | Ghana   | 4:1 (2:0) | Nigeria | Accra |
| 10.09.1960 | Nigeria | 2:2 (1:2) | Ghana   | Lagos |
| Gesamt:    | Ghana   | 6:3       | Nigeria |       |

#### Finale
| Datum      |         | Ergebnis  |         | Ort        |
| ---------- | ------- | --------- | ------- | ---------- |
| 02.04.1961 | Ghana   | 0:0       | Marokko | Accra      |
| 28.05.1961 | Marokko | 1:0 (1:0) | Ghana   | Casablanca |
| Gesamt:    | Ghana   | 0:1       | Marokko |            |

### Play-off – Europa / Afrika
| Datum      |         | Ergebnis  |         | Ort        |
| ---------- | ------- | --------- | ------- | ---------- |
| 12.11.1961 | Marokko | 0:1 (0:0) | Spanien | Casablanca |
| 23.11.1961 | Spanien | 3:2 (2:1) | Marokko | Madrid     |
| Gesamt:    | Marokko | 2:4       | Spanien |            |

## Südamerika (CONMEBOL)
Da Brasilien als Titelverteidiger und Chile als Gastgeber bereits qualifiziert waren, kämpften die verbliebenen sieben südamerikanischen Mannschaften um die Startplätze bei der WM-Endrunde. Sechs Nationalmannschaften spielten dabei in drei Zweiergruppe um drei direkte Endrundenplätze, während Paraguay als siebter Vertreter Südamerikas gegen den Sieger der „Nord- und Mittelamerika“-Ausscheidungen antreten musste.

### Gruppe 1
| Datum      |             | Ergebnis  |             | Ort          |
| ---------- | ----------- | --------- | ----------- | ------------ |
| 04.12.1960 | Ecuador     | 3:6 (0:4) | Argentinien | Guayaquil    |
| 17.12.1960 | Argentinien | 5:0 (1:0) | Ecuador     | Buenos Aires |
| Gesamt:    | Ecuador     | 03:11     | Argentinien |              |

### Gruppe 2
| Datum      |          | Ergebnis  |          | Ort        |
| ---------- | -------- | --------- | -------- | ---------- |
| 15.07.1961 | Bolivien | 1:1 (0:1) | Uruguay  | La Paz     |
| 30.07.1961 | Uruguay  | 2:1 (2:0) | Bolivien | Montevideo |
| Gesamt:    | Bolivien | 2:3       | Uruguay  |            |

### Gruppe 3
| Datum      |           | Ergebnis  |           | Ort    |
| ---------- | --------- | --------- | --------- | ------ |
| 30.04.1961 | Kolumbien | 1:0 (1:0) | Peru      | Bogotá |
| 07.05.1961 | Peru      | 1:1 (1:0) | Kolumbien | Lima   |
| Gesamt:    | Kolumbien | 2:1       | Peru      |        |

### Gruppe 4
|          | Ergebnis |                 |
| -------- | -------- | --------------- |
| Paraguay |          | Sieger CONCACAF |

## Nord- und Mittelamerika (CONCACAF)
Sieben nord- und mittelamerikanische Mannschaften kämpften um die WM-Teilnahme. Allerdings konnte sich der Nord- und Mittelamerika-Vertreter nicht direkt für die WM-Endrunde qualifizieren, sondern musste noch gegen den Sieger der Südamerika-Gruppe 4 antreten. Die sieben Teilnehmer spielten zunächst in drei Vorrunden-Gruppen, darunter zwei Gruppen mit jeweils zwei und eine Gruppe mit drei Mannschaften. Die drei Gruppensieger spielten anschließend in einer Finalrunde den Sieger der Qualifikation aus. In dieser Ausscheidung trafen Paraguay als Südamerikavertreter und Mexiko als Sieger der Nord- und Mittelamerika – Qualifikation aufeinander. Mexiko behielt dabei gegen den südamerikanischen Vertreter die Oberhand und qualifizierte sich damit für die WM-Endrunde.

### Vorrunde
Spielergebnisse:
Gruppe 1
| Datum      |        | Ergebnis  |        | Ort          |
| ---------- | ------ | --------- | ------ | ------------ |
| 06.11.1960 | USA    | 3:3 (1:3) | Mexiko | Los Angeles  |
| 13.11.1960 | Mexiko | 3:0 (3:0) | USA    | Mexiko-Stadt |
| Gesamt:    | USA    | 3:6       | Mexiko |              |

Gruppe 2
| Pl. | Land       | Sp. | S | U | N | Tore    | Diff. | Punkte |
| --- | ---------- | --- | - | - | - | ------- | ----- | ------ |
| 1.  | Costa Rica | 4   | 2 | 1 | 1 | 015:600 | +9    | 05:30  |
| 2.  | Honduras   | 4   | 2 | 1 | 1 | 005:700 | −2    | 05:30  |
| 3.  | Guatemala  | 4   | 1 | 0 | 3 | 005:120 | −7    | 02:60  |

| 21.08.1960 | San José        | Costa Rica | – | Guatemala  | 3:2 (2:1) |
| 28.08.1960 | Guatemala-Stadt | Guatemala  | – | Costa Rica | 4:4 (2:2) |
| 04.09.1960 | Tegucigalpa     | Honduras   | – | Costa Rica | 2:1 (1:0) |

Entscheidungsspiel:
| Datum      |            | Ergebnis  |          | Ort             |
| ---------- | ---------- | --------- | -------- | --------------- |
| 04.01.1961 | Costa Rica | 1:0 (0:0) | Honduras | Guatemala-Stadt |

Gruppe 3
| Datum      |                   | Ergebnis  |                   | Ort        |
| ---------- | ----------------- | --------- | ----------------- | ---------- |
| 02.10.1960 | Suriname          | 1:2 (1:2) | Niederl. Antillen | Paramaribo |
| 27.11.1960 | Niederl. Antillen | 0:0       | Suriname          | Willemstad |
| Gesamt:    | Suriname          | 1:2       | Niederl. Antillen |            |

### Finalrunde
Spielergebnisse:
| Pl. | Land              | Sp. | S | U | N | Tore    | Diff. | Punkte |
| --- | ----------------- | --- | - | - | - | ------- | ----- | ------ |
| 1.  | Mexiko            | 4   | 2 | 1 | 1 | 011:200 | +9    | 05:30  |
| 2.  | Costa Rica        | 4   | 2 | 0 | 2 | 008:600 | +2    | 04:40  |
| 3.  | Niederl. Antillen | 4   | 1 | 1 | 2 | 002:130 | −11   | 03:50  |

| 22.03.1961 | San José     | Costa Rica | – | Mexiko            | 1:0 (1:0) |
| 29.03.1961 | San José     | Costa Rica | – | Niederl. Antillen | 6:0 (3:0) |
| 05.04.1961 | Mexiko-Stadt | Mexiko     | – | Niederl. Antillen | 7:0 (2:0) |

### Play-off – Südamerika / Nord- und Mittelamerika
Spielergebnisse:
| Datum      |          | Ergebnis  |          | Ort          |
| ---------- | -------- | --------- | -------- | ------------ |
| 29.10.1961 | Mexiko   | 1:0 (0:0) | Paraguay | Mexiko-Stadt |
| 05.11.1961 | Paraguay | 0:0       | Mexiko   | Asunción     |
| Gesamt:    | Mexiko   | 1:0       | Paraguay |              |